# Bergbaneolyckan i Kaprun

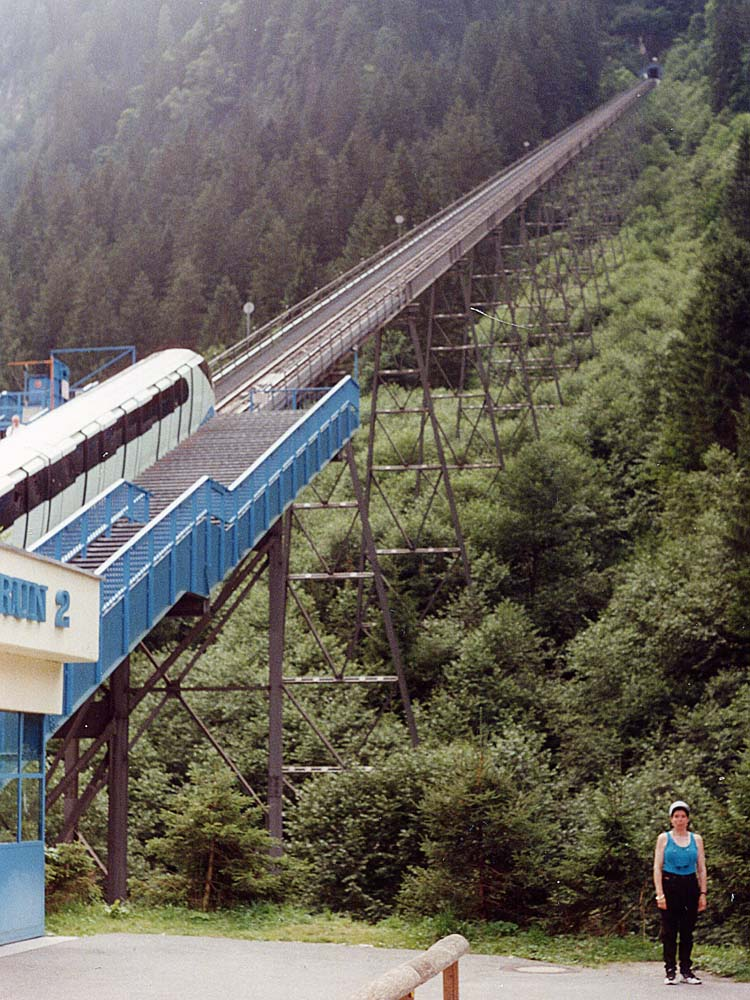
Ett av tågen på Gletscherbahn 2 står vid dalstationen och väntar på avgång. Fotot taget endast ett par veckor före olyckan.

Bergbaneolyckan i Kaprun (tyska: Brandkatastrophe der Gletscherbahn Kaprun 2) inträffade den 11 november 2000 då en brand utbröt i en bergbanevagn i en tunnel på Gletscherbahn 2 i Kaprun, Österrike. 155 människor omkom och endast tolv överlevde.
Tåget, som var inblandat i olyckan, hette Gletscherbahn 2 och gick på linjen mellan Kaprun och Kitzsteinhorn. Banan öppnade 1974 och hade den ovanliga spårvidden 946 millimeter samt en längd på 3 900 meter, av vilka 3 300 gick genom en tunnel. På banan fanns två tåg. Då ett tåg var på väg ned åkte det andra upp. Varje tåg kunde transportera upp till 180 passagerare.

## Olyckan
Vid niotiden på morgonen den 11 november 2000 gick cirka 160 passagerare ombord på tåget för att åka upp till skidbacken. Brandfarlig hydraulolja, som bland annat användes i tågets bromssystem, hade tagit eld i den förarhytt som inte användes för tillfället. Då oljeläckaget till sist gjorde bromsarna oanvändbara stoppades tåget automatiskt i tunneln. Föraren, som fanns i den andra förarhytten, insåg att en brand hade brutit ut ombord. Han försökte då öppna dörrarna, men då även dessa använde sig av hydraulolja kunde de inte öppnas från förarhytten.
Passagerarna, som vid det här laget hade märkt att det brann, försökte krossa plexiglasfönstren. Några passagerare i tågets bakände lyckades också, och tog sig ut och nedåt i tunneln, för att slippa röken.
Många av de övriga, inlåsta passagerarna i tåget tappade nu medvetandet av den giftiga röken som bildades. Till sist lyckades tågföraren låsa upp dörrarna så de kunde öppnas manuellt och de passagerare som fortfarande var vid medvetande kunde ta sig ut. De gick dock uppåt i tunneln, som oturligt nog fungerade som en skorsten vilket gjorde att de flyende antingen kvävdes eller brändes till döds.
Tre personer vid skidcentret vid toppstationen, cirka 2 500 meter från själva tåget, blev även de kvävda av röken. Två anställda vid skidcentret lyckades fly via en nödutgång. Tyvärr stängde de inte dörren, vilket förstärkte skorstenseffekten i tunneln. Föraren och den enda passageraren på det nedåtgående tåget kvävdes även de av röken.
De tolv passagerare som överlevde olyckan var de som tog sig ut nedåt i tunneln, och på detta sätt undvek att andas in den giftiga röken.
Nästan ett år efter olyckan fastställde en utredning olycksorsaken: ett värmeelement i den nedre förarhytten hade överhettats och tagit eld. Detta element var egentligen inte avsett för att installeras i fordon. En liten läcka hade uppstått i tågets hydraulsystem och denna matade elden med brännbar vätska. Denna smälte i sin tur plastdetaljer i hytten, vilka även de bidrog till brandens häftiga förlopp.
Efter olyckan fick alla tunnelbergbanor i Österrike driftsförbud tills extra kontroller kunde göras.
Bergbanan öppnades aldrig för persontransporter efter olyckan, en kabinlift byggdes istället.

### Fotnoter
1. ↑  ”Flera bergbanor får driftsförbud”. Dagens nyheter. 14 november 2000. http://www.dn.se/arkiv/inrikes/flera-bergbanor-far-driftsforbud/. Läst 29 december 2016.